# Bigfoot
Bigfoot, eller Sasquatch, er en bipedal hominid kryptid, som påstås at leve på det nordamerikanske kontinent og skal være observeret så nordligt som Alaska. Ifølge John Willison Green (Canadisk journalist og fremtrædende fortaler for eksistensen af Bigfoot) mener, at der findes 3-6.000 Bigfoot i Nordamerika alene. John Green mener også, at der ikke er tale om et nordamerikansk fænomen, men et verdensfænomen, og at lignende historier rundt om i verden som de asiatiske kryptider Yeti og Alma, er historier om det samme væsen (i modsætning til at der skulle være tale om to helt forskellige væsner).

## Beskrivelser af udseende
Der foreligger ikke troværdige fotos eller filmoptagelser af kryptidet Bigfoot, ligesom der heller ikke foreligger billeder af væsenet optaget af vildtkameraer. Der foreligger ingen fund af døde eksemplarer af væsenet, knogler, eller andre spor, bortset fra en række påståede fodspor. Formodninger om væsenets udseende er således alene baseret på udsagn fra personer, der hævder, at de har set væsenet. Disse udsagn varierer i betragtelig grad.
Bigfoot beskrives som et primatlignende væsen mellem 2 og 4,5 meter høj, der går på to ben. Væsenet skulle have en kraftig og ubehagelig lugt. Nogle rapporter angiver, at væsenet bevæger sig lydløst og andre angiver, at væsenet udsende høje skrig.. Den anslåede vægt at væsenet varierer ligeledes betragteligt, fra 225 kg og op til et ton. Væsenet skulle være fuldstændig dækket af en mørkebrun eller mørk rødlig kraftig pels bortset fra områderne omkring øjne, håndflader og fodsåler. Der er dog påståede observationer om en hvid albino udgave, som skulle være blevet set i Canada.[kilde mangler]
Hovedet beskrives som stort og gorillalignende, men med tydelige menneskelige ansigtstræk, som flere jægere har fortalt, at den var så menneskelig, at de ikke kunne nænne at skyde den.[kilde mangler]
De fleste påståede beviser for Bigfoots eksistens kommer fra fodaftryk, som er meget store. Det har givet den navnet Bigfoot (engelsk for "stor fod"). Afstøbninger af store fodspor (som der findes tusindvis af) har været helt op til 60 cm lange og 20 cm brede[kilde mangler], oftest udstyret med 5 tæer, men nogle uden og andre med op til 6 tæer.[kilde mangler] Nogle afstøbninger har vist spor efter kløer. Ud over fodaftryk skulle der angiveligt være fundet hår og fækalier fra en Bigfoot.[kilde mangler]

## Historie
Indfødte nordamerikanere har en lang række historier om store væsner, som stammer fra lang tid før deres møde med de europæiske indvandre . Historierne ligner sagn og myter i alle andre kulturer , som vores egne Jætter eller Nisser. I nogle versioner er der tale om mytologiske supervæsner eller vildmænd der kunne finde på at stjæle fiskeres fangster , i andre udgaver var de uhyggelige børne-spisende bøhmænd, der kom om natten og bortførte børn, der sov .
Hver stamme havde deres eget navn for disse væsener, som Ts'emekwes (Lummi folket), Stiyaha, Kwi-kwiyai, Skoocooms (boede på toppen af en vulkan i staten Washington) og Sásq'ets (Halkomelem folket, og ophav til udtrykket Sasquatch). Fælles for alle de fleste af disse navne, er at de betyder vild mand eller behåret mand.
I senere populærkultur, begyndende med Eric Shiptons fotografi (1951) af hvad han beskrev som et fodaftryk fra en Yeti, begyndte historien om det asiatiske væsen at blive populære, f.eks. som i den belgiske tegner Hergé historie om Tintin i Tibet (1958-1960). Populariteten begrænsede sig ikke til den asiatiske version, snart blev de lokale historier i USA genoplivet, og i 1958 kom den første beretning om store fodaftryk (Gerald Crew, Del Norte County, California) i den amerikanske avis Humboldt Times, som også var den første til at bruge "big foot", Bigfoot. Dette fund er senere blevet afsløret som fup udført af skovhuggeren (Ray Wallace).

## Kritik
Både tilhængere og kritikere er enige om, at en meget stor del af observationerne er fup, mens tilhængere mener, at der er er tale om en slags ukendt abe.
Kryptozoologer har bl.a. foreslået, at der kan være tale om en efterkommer af en udød Ponginae, Gigantopithecus som levede for 9 millioner år siden. Valget af Gigantopithecus skyldes sandsynligvis dens størrelse og det faktum, at den levede i Asien, og dermed med muligheden for at spredes rund om i verden (andre medlemmer af Ponginae har ikke kunne gøre det pga. geografiske barriere). Det ville forklare Bigfoots størrelse, pels over hele kroppen samt udbredelse.
Kritikerne påpeger dog, at ud over fund af tænder og kæber i Asien er der intet fundet af Gigantopithecus andre steder, og mens det hypotetisk er muligt, er det ikke sandsynligt. Med udtagelse af homoniderne har alle Ponginae levet i troperne. Der er ingen fossile beviser, der støtter teorien.
Alternativt har kryptozoologer foreslået, at der skulle være tale om en ukendt homonid, som f.eks. Neandertaler, Homo erectus, eller Homo heidelbergensis, hvoraf ingen dog har levet i Amerika.

## Etablerede zoologers opfattelse
Langt den overvejende del af den etablerede videnskab afviser eksistensen af Bigfoot og andre "abemænd," idet der ikke foreligger beviser for eksistensen af en sådan skabning, ligesom det har formodningen imod sig, at et sådant væsen skulle eksistere. Den amerikanske zoolog John Crane anfører i et interview i USA's største avis USA Today, at der simpelthen ingen data findes, der tyder på, at et sådant væsen findes, bortset fra sådanne "beviser", der helt tydeligt er fabrikeret. Bortset fra manglen på beviser henviser de fleste videnskabsfolk til, at Bigfoot skulle leve i områder, der ikke anses for egnet til at understøtte en population af store ikke-menneskelige primater. Alle kendte ikke-menneskelige primater findes i de tropiske områder i Afrika og Asien. Det må anses for usandsynligt, at et sådant kryptid ville kunne skaffe tilstrækkelig føde under i de pågældende områder. Endvidere er der aldrig fundet fossiler eller andre rester af Bigfoot eller dyr, der ligner det hævdede kryptid.